# Giovanni Vigo
Giovanni Vigo (né et mort à des dates inconnues) est un joueur de football italien, qui a évolué en tant que milieu de terrain.

## Biographie
Giovanni Vigo a disputé en tout quatre saisons avec l'équipe du Foot-Ball Club Juventus. 
Il joue son premier match contre le Football Club Torinese le 1er mars 1903 avec à la clé une victoire 5-0, et son dernier contre le AC Milan, lors d'un match nul 0-0 le 29 avril 1906.

## Palmarès
Juventus
- Championnat d'Italie :
  - Vice-champion : 1903 et 1906.